# Oscilador eletrónico
Um oscilador eletrónico (português europeu) ou oscilador eletrônico (português brasileiro), é um circuito eletrónico que produz um sinal electrónico repetitivo, frequentemente uma onda senoidal ou uma onda quadrada, sem a necessidade de aplicação de um sinal externo.
Um oscilador é baseado num circuito amplificador e numa malha de realimentação positiva, que induz a uma instabilidade de operação que resulta na oscilação. Para que o circuito oscilador funcione é preciso que duas condições (de Barkhausen) sejam atendidas:
1. O ganho do circuito fechado deve ser igual a 1
2. O deslocamento total da fase do sinal no circuito deve ser de 0, 2π ou múltiplos de 2π radianos.

Um oscilador de baixa frequência é um oscilador electrónico que gera uma corrente alternada em onda entre 0,1 Hz e 10 Hz. Este termo é tipicamente usado no campo dos sintetizadores de áudio, para o distinguir de um oscilador de frequência áudio.
Um oscilador de áudio é um oscilador electrónico que gera uma corrente alternada em onda entre 40 Hz e 20 kHz. Essa faixa é usada principalmente nos sintetizadores eletrónicos que simulam sons semelhantes aos produzidos por instrumentos musicais, sendo que o que diferencia os instrumentos entre si são os harmônicos que ele produz e a forma em que se inicia, se mantém e se extingue o som, o início ou "ataque" (também denominado frente de onda) é o início do som tocado, a permanência é o tempo que o sistema produtor de som leva para voltar ao normal desde o início até que não mais se escute o som e o decaimento é a forma adotada pelo sistema para que se restabeleça o equilíbrio energético e se gaste toda a energia armazenada no sistema oscilante seja este couros ou plásticos nos instrumentos de percussão, ou vibrações de aço nos instrumentos de cordas etc. O final longo, ou curto do som ou sinal de áudio analisado, por exemplo, os sons produzidos por instrumentos de percussão como bateria, timbal, bongó são sempre muito fortes no início e de curto tempo de permanência e curtíssimo final. A oscilação audível tem sempre uma frequência fundamental, suas harmónicas e uma outra onda de comando que é chamada de "envolvente" e determina as formas de ataque, e permanência e dentro desta, a velocidade de declinação ou decaimento.

## Tipos de osciladores
- Oscilador Hartley
- Oscilador Pierce
- Oscilador Colpitts
- Oscilador Clapp
- Oscilador Seiler
- Oscilador Vackar
- Oscilador por Ponte de Wien
- Oscilador de quadratura
- Oscilador por deslocamento de fase
- Oscilador de cristal
- Oscilador de relaxação
- Oscilador astável
- Oscilador de bloqueio